# Estadio del Ejército Polaco
El Estadio Municipal Mariscal Józef Piłsudski del Legia de Varsovia (en polaco: Stadion Miejski Legii Warszawa im. Marszałka Józefa Piłsudskiego), tradicionalmente conocido como el Estadio del Ejército Polaco (en polaco: Stadion Wojska Polskiego) es un estadio de fútbol de Varsovia, Polonia. El recinto está ubicado en la calle Łazienkowska en el distrito de Śródmieście. Es el estadio del club de fútbol Legia Varsovia, que juega allí desde el 9 de agosto de 1930.
El estadio se sometió a una reconstrucción completa en dos etapas en los años 2008-2011. Solo una pequeña parte de la fachada principal del edificio fue preservada de la construcción anterior (con otra parte precisamente reconstruida). Con capacidad para 31.800 espectadores, es un estadio de categoría cuatro de la UEFA, es el quinto estadio de fútbol más grande de la Ekstraklasa y el séptimo más grande del país. El estadio está equipado con calefacción, campo de entrenamiento, estacionamiento subterráneo, bar deportivo, museo del club y otras instalaciones.
El estadio, que durante décadas perteneció al ejército polaco —el nombre lo debe a Józef Piłsudski—, es actualmente propiedad de la ciudad de Varsovia, que cede su arrendamiento al Legia para disputar sus partidos como local.

## Historia

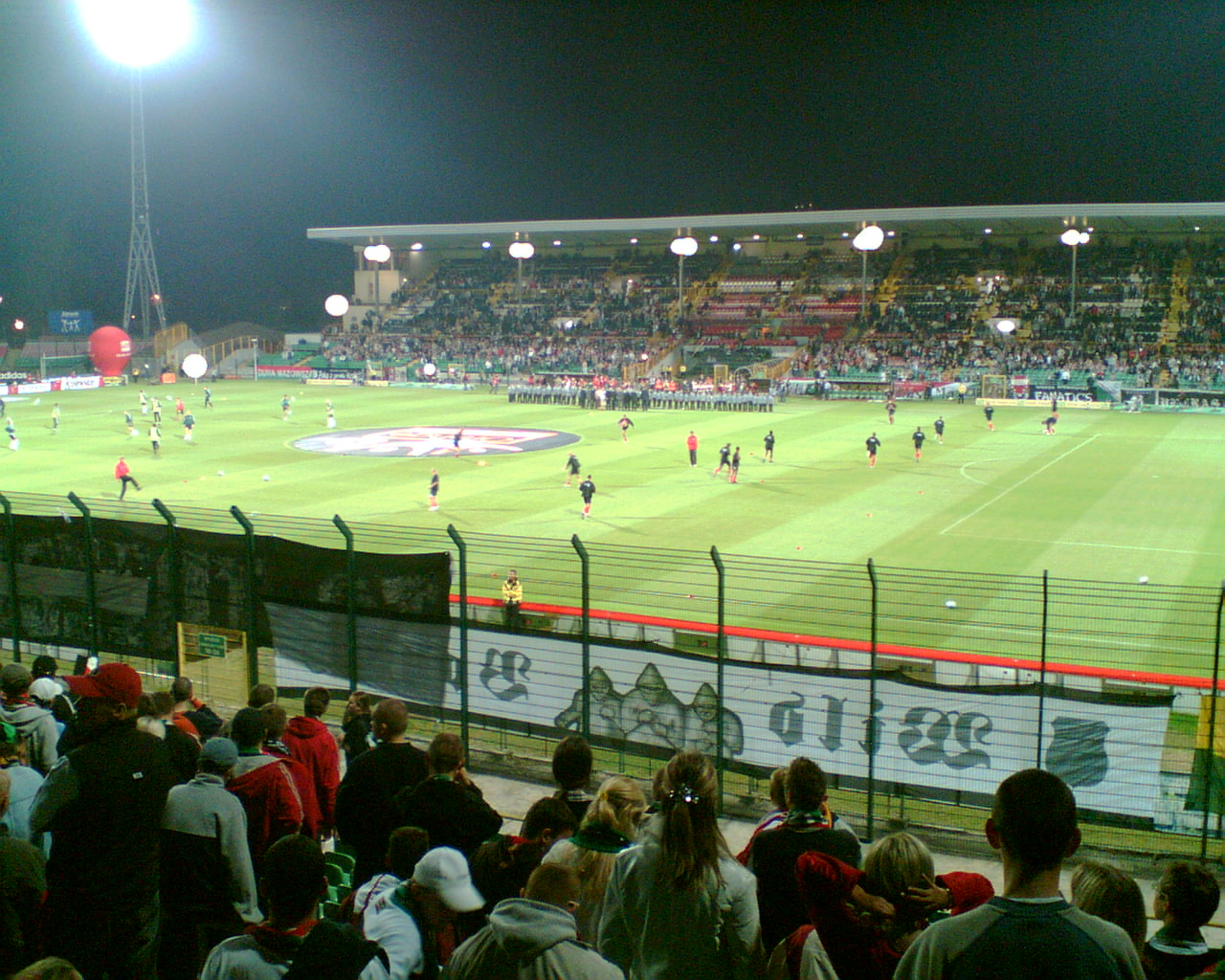
Antiguo estadio durante un derbi entre el Legia y el Polonia (2005).

La construcción del estadio comenzó en 1926 y la instalación, inaugurada el 9 de agosto de 1930, fue sede de la siguiente 26 de octubre una reunión entre el fútbol de Polonia y Letonia, mientras que el 30 de agosto se inauguró oficialmente en el carril bici y la pista de atletismo, en una reunión internacional en equipos de atletismo equipos que participaron de Inglaterra, Alemania, Austria, Francia, Egipto y Polonia.
Después de la etapa de reconstrucción primera vez para acoger un partido de 1 de mayo de 1945 y en 1951 fue sede de la final de la carrera de la Paz una carrera por etapas los hombres de ciclismo en carretera.
El estadio durante todo el período de gobierno comunista en Polonia pasó a llamarse Ludowego Wojska Polskiego (Estadio Popular de Polonia Carabinieri) y en los años sesenta fue equipado con iluminación. Tras el cierre del décimo aniversario del estadio ha sido anfitrión de reuniones en distintos momentos de la nacionalidad polaca.
El complicado estado legal del terreno, que pertenecía a los militares, desincentivó efectivamente a los inversores potenciales. La nueva esperanza se unió a los nuevos propietarios, la compañía Daewoo, que compró la participación mayoritaria en Legia a fines de 1996. Los dueños coreanos presionaron fuertemente a la ciudad de Varsovia para que se hiciera cargo de la propiedad e invirtiera en las nuevas instalaciones; entonces los dueños del sitio, la Agencia de Propiedades Militares, no estaban dispuestos a vender la propiedad. El punto muerto existió durante los siguientes cinco años, durante los cuales los coreanos vendieron el club. Finalmente, la venta se realizó el 29 de julio de 2002, cuando la ciudad de Varsovia adquirió el título de propiedad de la tierra. Aunque el valor de mercado se estimó en 60 millones de złoty, el precio de compra se acordó en 16 millones. En octubre de 2004, el arquitecto jefe de Varsovia Michał Borowski dio permiso para construir un nuevo estadio en dicha tierra. La decisión llevó al anuncio de una licitación para el redesarrollo de las instalaciones del Legia.

### Reconstrucción (2008–2010)

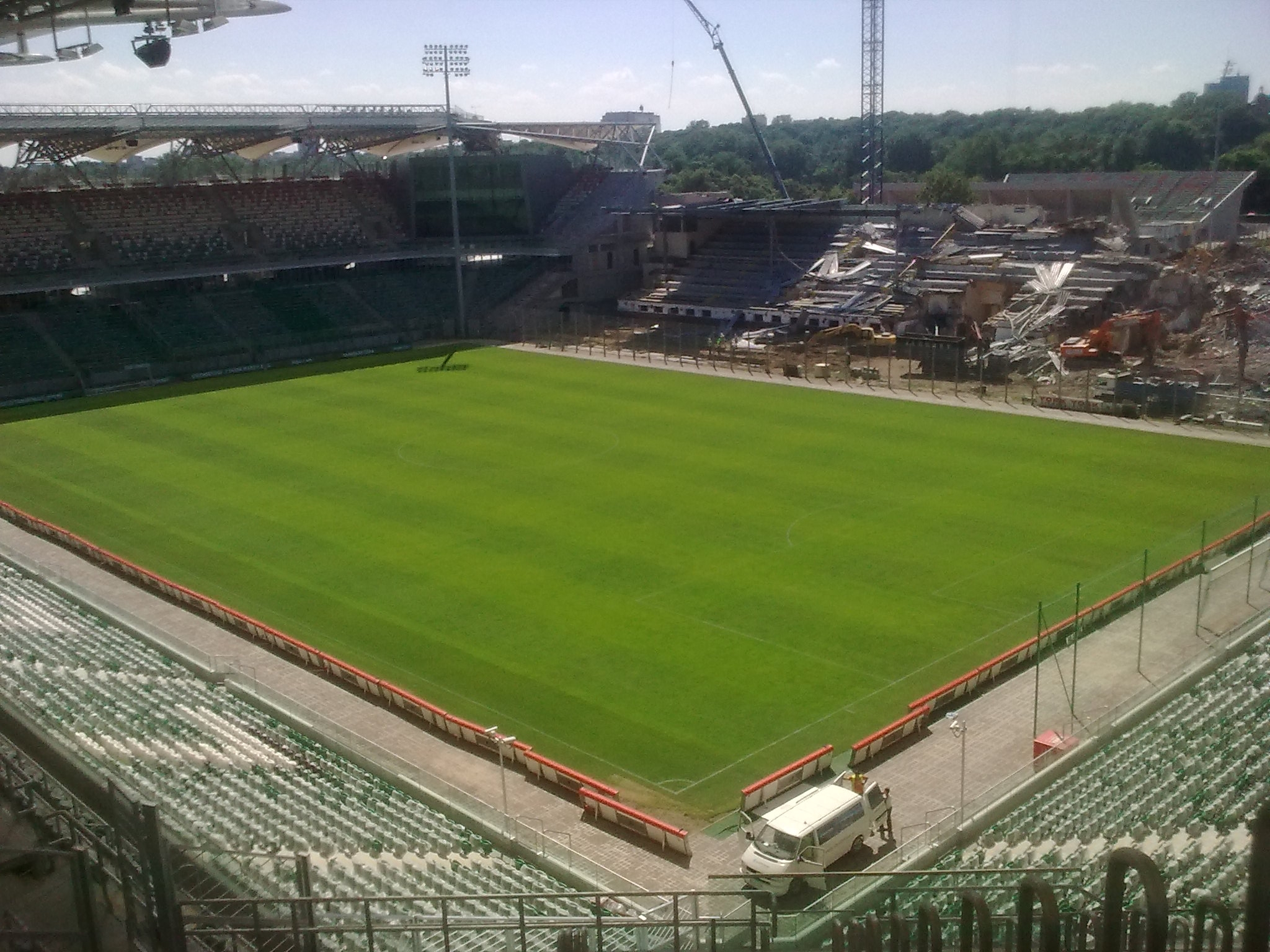
Derribo del lateral este original, Kryta, con tres cuartas partes del estadio completadas (2010).

El 26 de septiembre de 2006, los nuevos propietarios de Legia, ITI Group, durante una reunión con el alcalde en funciones de Varsovia, Kazimierz Marcinkiewicz, en las instalaciones del club presentaron su propia idea de reconstruir el estadio. Su idea preveía la construcción del estadio por etapas (para que el club pudiera seguir jugando durante la construcción), con una capacidad de entre 31 800 y 34 000 asientos (dependiendo de si se incluían espacios libres). En noviembre de ese año, el club firmó un contrato de arrendamiento de 23 años con la ciudad de Varsovia. En junio de 2007, el Ayuntamiento de Varsovia asignó 360 millones de złoty en fondos (que luego se incrementaron a 460 millones de złoty) para la construcción del nuevo estadio de acuerdo con el diseño propuesto por el club. En abril de 2008, la entonces alcaldesa de Varsovia, Hanna Gronkiewicz-Waltz, emitió un permiso para la construcción del estadio. El 12 de noviembre de 2008, el inversor —la ciudad de Varsovia— firmó un acuerdo con el consorcio Polimex-Mostostal para las obras de construcción.
El 17 de noviembre de 2008 comenzó la primera etapa de la construcción del nuevo estadio. Esta etapa preveía la demolición y construcción de tres graderíos: el fondo sur, el lateral este y el fondo norte. Las obras comenzaron con la demolición de las antiguas instalaciones del club y de la tribuna oriental (la famosa Żyleta). La primera etapa fue completada y asumida por el inversionista el 10 de mayo de 2010. El estadio fue inaugurado oficialmente (con solo tres puestos completados) por un partido contra el Arsenal el 7 de agosto de 2010. La segunda etapa de la construcción, que preveía la demolición y construcción del lateral oriental (el graderío principal, llamado Kryta) fue completada y asumida por el inversor el 10 de mayo de 2011.

## Características

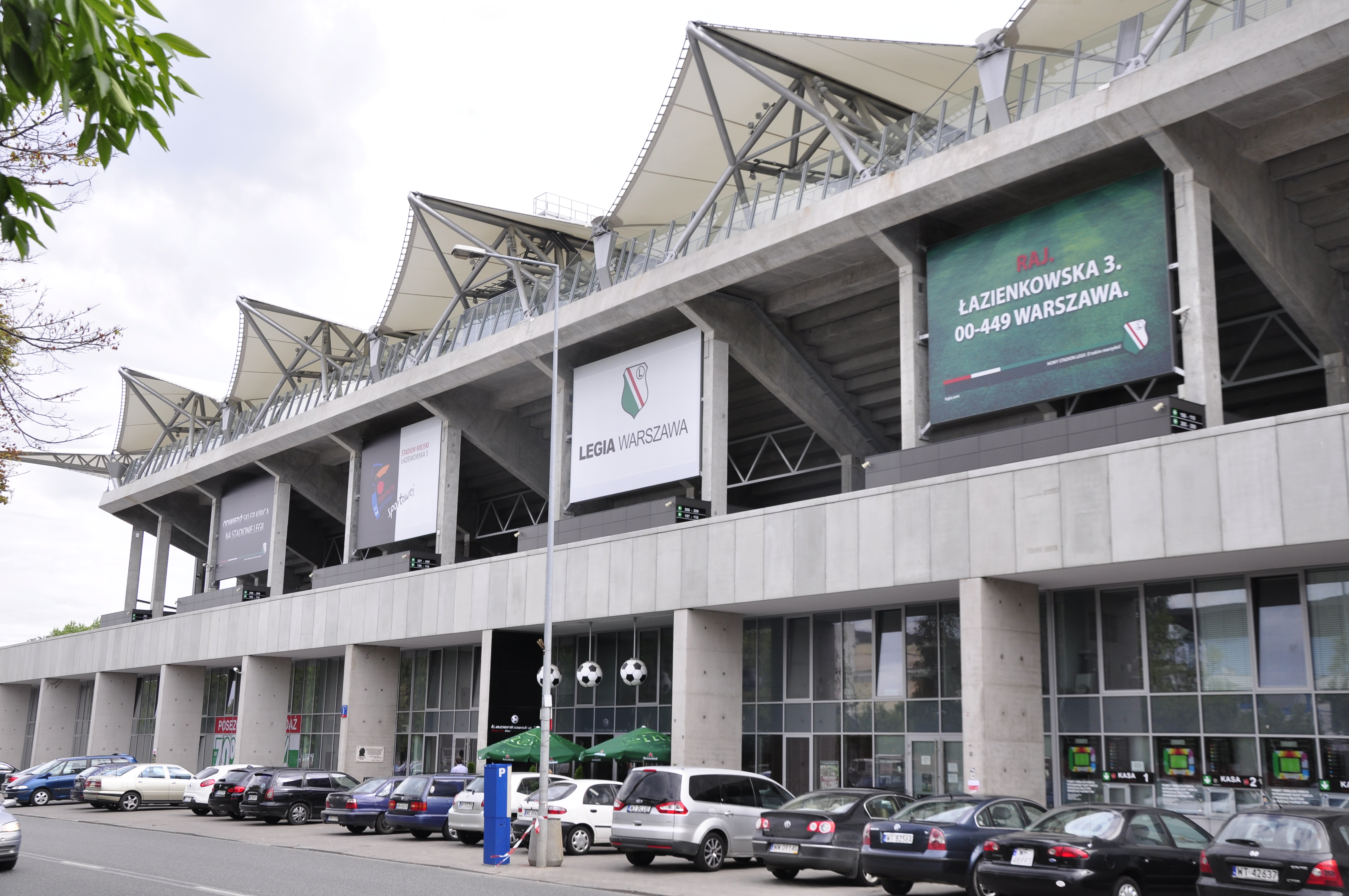
Fondo norte visto desde la calle Łazienkowska.

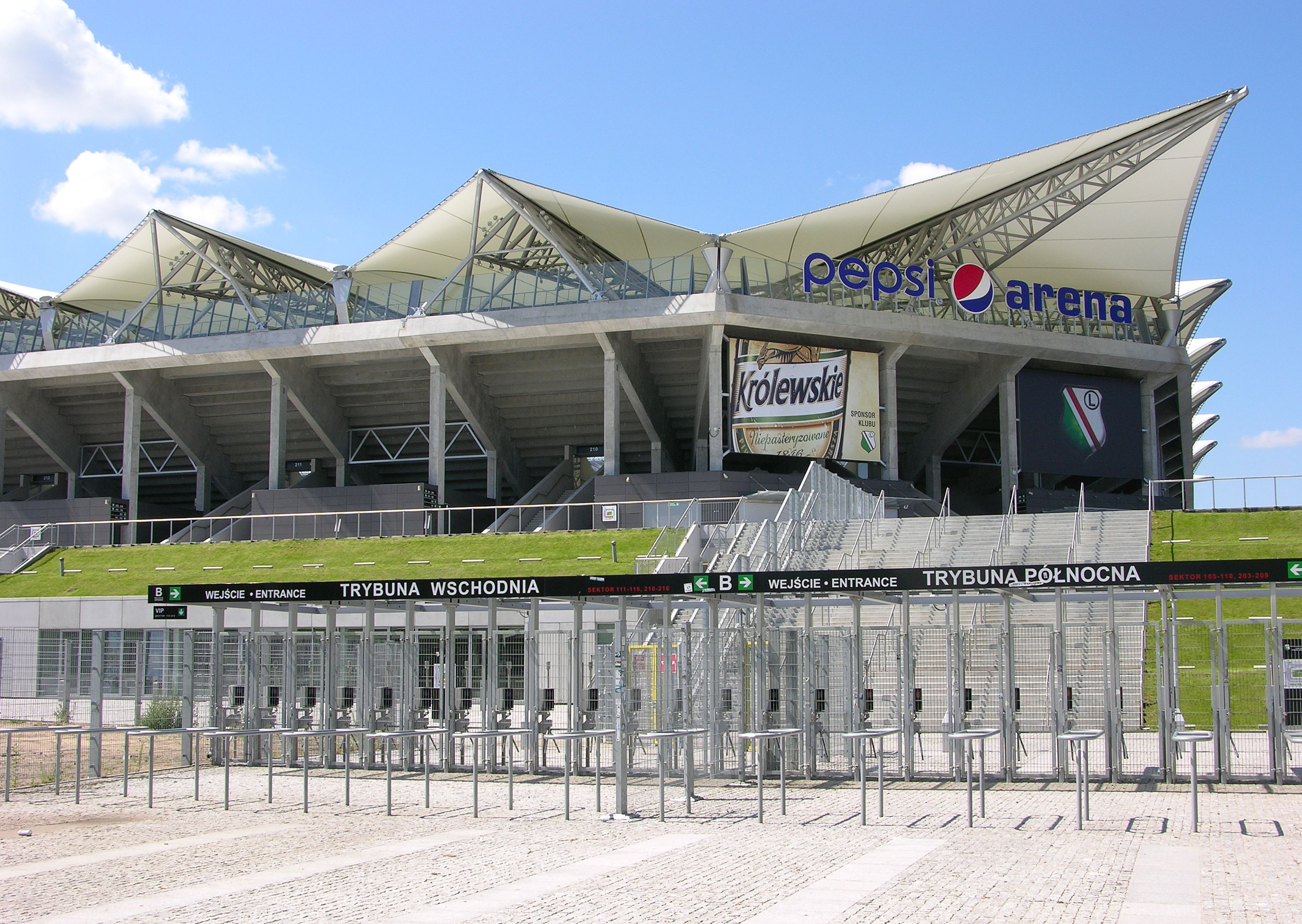
Exterior del estadio.

El estadio se encuentra en la calle Łazienkowska de Varsovia, en el distrito de Śródmieście, en la zona de Powiśle, dentro de la plaza de las calles: Łazienkowska, Czerniakowska, Kusocińskiego y Myśliwiecka. Fue inaugurado oficialmente el 9 de agosto de 1930, y desde entonces se ha modernizado y reconstruido significativamente. La reconstrucción más reciente, de noviembre de 2008 a marzo de 2011, implicó la demolición de todas las gradas y la construcción de las nuevas, conservando solo la fachada histórica de la tribuna principal Kryta. El estadio se conoce comúnmente como el Nowy Stadion («Estadio Nuevo») en su forma actual. El nuevo estadio, diseñado por el estudio alemán JSK Architekten, cumple con los criterios para la clase elite de la UEFA, lo que le permite albergar semifinales de la Liga de Campeones. La instalación tiene cinco pisos de altura y está completamente cubierta con su altura máxima no permitida para ser más alta que el cercano Castillo de Ujazdów. El estadio incluye casilleros de prensa, espacios de oficinas, así como un centro de fitness y bienestar para jugadores y cuerpo técnico. También hay 12 puestos de cáterin, un bar de deportes, el museo del club Legia y dos tiendas del club ubicadas dentro del estadio.

### Aforo y distribución
La capacidad del estadio es variable. La capacidad general es de 31.800 con todas las localidades con asientos de plástico,sin embargo es posible aumentar la capacidad hasta 33.609, mediante la creación de 6126 localidades de pie (dejando 27 483 asientos). Estas cifras incluyen publicaciones de prensa y asientos vip por un total de 2137 plazas. El número de publicaciones de prensa puede aumentarse a expensas de los asientos para los espectadores habituales. La ubicación de las tribunas en comparación con el antiguo estadio no ha cambiado. Solo el terreno de juego se movió ligeramente en dirección sudeste. El estadio tiene cuatro gradas de dos niveles. Estos son: el lateral occidental (el graderío principal, comúnmente denominado Kryta), el lateral oriental (llamado así por Kazimierz Deyna), el fondo norte (comúnmente denominado Żyleta) y el fondo sur (extraoficialmente llamado Lucjan Brychczy). Dentro del primer nivel de los graderíos sur, este y norte se encuentran los estacionamientos.

### Asientos
Los asientos en el estadio están hechos de polipropileno. Son resistentes a las condiciones climáticas y al daño mecánico. Un modelo similar ya se usa en el Allianz Arena. El estadio tiene tres categorías de asientos: los asientos normales, los asientos de prensa y los asientos vip. Los asientos de prensa tienen espacio de escritorio adicional, tomas de corriente y acceso a Internet. Los colores de los asientos en el estadio están asociados con los colores del club. El nivel inferior de los stands es verde, mientras que el superior es una mezcla de tres colores: verde, blanco y rojo. Hay una inscripción blanca con la palabra «LEGIA» en la tribuna este. Las barandillas del estadio están hechas de vidrio, lo que permite ver cómodamente los eventos deportivos. Las barandillas tienen 130 cm de alto y 2 cm de grosor. Consisten en pantallas de vidrio de doble capa, que pueden resistir hasta 200 kg por metro cuadrado.